# Joseph and the Amazing Technicolor Dreamcoat
Joseph and the Amazing Technicolor Dreamcoat is een musical van Andrew Lloyd Webber en Tim Rice, gebaseerd op het verhaal van Jozef en zijn broers uit de Bijbel (Genesis 37-47). Het was de eerste grote productie van het koppel Rice-Lloyd Webber. Hoewel het succes in eerste instantie bescheiden was, groeide de productie na de latere successen van het stel, Jesus Christ Superstar en Evita, eveneens uit tot een musicalhit die diverse keren in herproductie ging.
De rol van Joseph werd onder meer gespeeld door Jason Donovan en Phillip Schofield. In 1999 werd een videoversie uitgebracht met Donny Osmond in de hoofdrol.
In 2007 werd er op de Britse televisie een show uitgezonden waar kijkers de nieuwe Joseph konden kiezen. Deze show, een vervolg op 'How do you solve a problem like Maria' heette 'Any dream will do' en werd gewonnen door Lee Mead. Ook in Nederland was een soortgelijk programma te zien. In Op zoek naar Joseph werd de hoofdrolspeler voor de Nederlandse musical gezocht. Dit programma werd gewonnen door Freek Bartels. In december 2008 is de eerste Nederlandse editie van de musical in première gegaan.

## Het verhaal
Het verhaal van 'Joseph and the Amazing Technicolor Dreamcoat' is gebaseerd op het Bijbelverhaal van Jozef, een van de twaalf zonen van Jakob, dat aan het einde van het boek Genesis beschreven staat.  Joseph is de favoriete zoon van Jacob, en krijgt een kleurrijke jas van zijn vader die zijn elf broers erg jaloers maakt. Hij heeft daarnaast levendige dromen die de toekomst vertellen. Nadat zijn broers hem als slaaf verkopen, begint Joseph aan een lange reis. De broers vertellen hun vader dat Joseph is gestorven. Joseph komt terecht bij Potiphar, een rijke Egyptenaar. Nadat Potiphars vrouw Joseph probeert te verleiden, wordt hij vals beschuldigd, opgepakt en in de gevangenis gegooid. Als de farao een nare droom heeft en hoort dat Joseph de toekomst kan voorspellen, haalt hij hem uit de gevangenis. Joseph weet de droom van de farao te verklaren: Er zal zeven jaar lang overvloedige oogst zijn, gevolgd door zeven jaar droogte en hongersnood. De farao benoemt hem hierna tot zijn rechterhand. De voorspelling van Joseph komt uit, en omdat hij en de farao goed voorbereid zijn heeft Egypte genoeg op voorraad om de droogte te overleven. Ondertussen besluiten Josephs broers wegens de hongersnood naar Egypte te vluchten. Ze arriveren aan het hof en herkennen Joseph niet. Joseph besluit hen te testen door de jongste broer, Benjamin, te beschuldigen van diefstal. De broers smeken Joseph om genade en om hen te arresteren in plaats van hun broer, wat voor Joseph bewijs is dat zijn broers betere mensen zijn geworden. Uiteindelijk onthult hij wie hij is en sluit hij zijn broeders in zijn armen. Jacob komt hierna ook naar Egypte, de familie is herenigd.

## Opvoeringen
De allereerste opvoering van de musical Joseph and the Amazing Technicolor Dreamcoat was in 1968 op de Londense school Colet Court. De première in het Royale Theatre op Broadway was op 27 januari 1982. In 1991 ging de show in première in het London Palladium in Londen. Ook deze productie was een groot succes en betekende de doorbraak van sterren als Jason Donovan en Donny Osmond. De musical bracht ook een aantal internationale hits voort, zoals Close Every Door en Any Dream Will Do.

### Nederland
De eerste Nederlandse opvoering van de "Joseph", een productie van Stage Entertainment, ging op 12 december 2008 in de Stadsschouwburg in Utrecht in première, in een vertaling van Martine Bijl. Daaraanvoorafgaand werd in het najaar van 2008 naar Brits voorbeeld ook in Nederland via een tv-programma een vertolker voor de rol van Joseph gezocht. Hiervoor werd hetzelfde format uit de kast gehaald als in 'Op zoek naar Evita'. Bij de AVRO was het programma Op zoek naar Joseph te zien. De keuze van het Nederlandse publiek viel op Freek Bartels. De andere hoofdrol, die van vertelster, wordt gespeeld door Renée van Wegberg. Na een succesvolle tour langs veel theaters in het hele land, is de productie gestopt op 10 juli 2010 in het Utrechtse Beatrix Theater.

#### Nederlandse cast 2008/2009/2010
| Rol                                         | Uitvoerende |
| ------------------------------------------- | --- |
| Joseph                                      | Freek Bartels |
| Alternate                                   | John Vooijs, Jamai Loman |
| Understudy                                  | Hein Gerrits, Mathijs Pater, Ivo Chundro, Roy van Iersel |
| Vertelster                                  | Renée van Wegberg |
| Understudy                                  | Britt Koole, Mieke Dijkstra, Vanessa Timmermans, Bettina Holwerda, Anne Stalman |
| Farao/Levi                                  | Paul Walthaus, René van Kooten |
| Understudy                                  | Robin van den Akker, Erwin Aarts, Roman van der Werff, Oren Schrijver |
| Jakob/Potifar                               | Leo Hogenboom |
| Alternate                                   | Dick Schaar |
| Understudy                                  | Richard Janssen, Andre de Jong, Bas Grevelink |
| Benjamin                                    | Yves Adang, Matthew Michel, Joao Paulo de Almeida |
| Understudy                                  | Joao Paulo de Almeida, Michael Macalintal, David Eisinger |
| Ruben                                       | Rutger le Poole, Oren Schrijver |
| Understudy                                  | Danny Houtkoper, Dennis Willekens |
| Mevr. Potifar/Vrouw van Ruben               | Vannessa Timmermans, Laurie van Iersel (alleen mevr. Potifar), Mieke Dijkstra (alleen vrouw van Ruben), Bettina Holwerda |
| Issakar                                     | Robin van den Akker, Erwin Aarts, Roman van der Werff |
| Juda                                        | Stanley Alejandro Clementina |
| Understudy                                  | Michael Macalintal, Roman van der Werff |
| Aser                                        | Hein Gerrits, Roy van Iersel |
| Zebulon                                     | Mathijs Pater, Ivo Chundro, Hein Gerrits |
| Simeon                                      | Bas Grevelink |
| Understudy                                  | Steven Savelkouls |
| Naftali/Butler                              | Andre de Jong |
| Understudy                                  | Steven Savelkouls, David Eisinger |
| Gad/Bakker                                  | Danny Houtkooper, Dennis Willekens |
| Understudy                                  | Michael Macalintal |
| Dan                                         | Michael Macalintal |
| Vrouw van Aser/ understudy De Ongenode Gast | Lonneke Hinnen, Nadine Nijman |
| Vrouw van Levi                              | Renske Hoeksema, Wendy Peters |
| Vrouw van Issakar/De Ongenode Gast          | Laurie van Iersel |
| Vrouw van Naftali                           | Britt Koole, Anne Stalman |
| Vrouw van Simeon                            | Salomé Mayland, Omayra Telehala |
| Vrouw van Dan                               | Hannah van Meurs, Eefje Baesjou |
| Vrouw van Zebulon                           | Margriet Middel, Loes Ackerman, Daphne Denters |
| Ensemble/Swings                             | Loes Ackerman, Eddy Klein, Tabi Awan, Kevin van der Meer, Golda Doof, Sarah Singadji, David Eisinger, Tommie Luyben, Renske Hoeksema, David de Noten, Richard Janssen, Steven Savelkoels, Marjolein Teepen, Ellen Kremers, Joao Paulo de Almeida, Anouk Maas, Mieke Overwijn |

### België
In 1984 werd de musical gebracht door het Koninklijk Jeugdtheater onder muzikale leiding van Jan Leyers.
In 2012 werd de musical opgevoerd in België door Westel Musical Producties. Deze vereniging bracht eerder al 'I Love You, You're Perfect, Now Change' (in 2008), en 'The Scarlet Pimpernel' (in 2009). Het artistieke team bestaat uit Bart Pelgrims (muzikale leiding), Ivo Maes (regisseur), Mich Colaers (zangcoach), Koen Geuens, Jef Goossens en Hugues Demoulin.
In 2022 werd de musical opnieuw opgevoerd in België, ditmaal door Samaritan Musical Productions. Deze vereniging bracht eerder ook 'Thrill Me' (in 2016), 'Oliver!' (in 2017) en 'The Sound of Music' (in 2019). Het artistieke team bestaat uit Serge Dessers (regisseur), Lieve Pinxten (zangcoach), Kim Schrooten (danscoach) en Bart Claus (muzikale leiding). 

## Hitnotering

### NederlandseAlbum Top 100
| Hitnotering: (Week 1 t/m 23) 28-02-2009 t/m 01-08-2009 Hitnotering: (Week 24) 15-08-2009 Hitnotering: (Week 25) 05-09-2009 / Hitnotering: (Week 26) 31-10-2009 Hitnotering: (Week 27 t/m 28) 16-01-2010 t/m 23-01-2010 Hitnotering: (Week 29 t/m 38) 20-03-2010 t/m 22-05-2010 Hitnotering: (Week: 39 t/m 44) 12-06-2010 t/m 17-07-2010 | Hitnotering: (Week 1 t/m 23) 28-02-2009 t/m 01-08-2009 Hitnotering: (Week 24) 15-08-2009 Hitnotering: (Week 25) 05-09-2009 / Hitnotering: (Week 26) 31-10-2009 Hitnotering: (Week 27 t/m 28) 16-01-2010 t/m 23-01-2010 Hitnotering: (Week 29 t/m 38) 20-03-2010 t/m 22-05-2010 Hitnotering: (Week: 39 t/m 44) 12-06-2010 t/m 17-07-2010 | Hitnotering: (Week 1 t/m 23) 28-02-2009 t/m 01-08-2009 Hitnotering: (Week 24) 15-08-2009 Hitnotering: (Week 25) 05-09-2009 / Hitnotering: (Week 26) 31-10-2009 Hitnotering: (Week 27 t/m 28) 16-01-2010 t/m 23-01-2010 Hitnotering: (Week 29 t/m 38) 20-03-2010 t/m 22-05-2010 Hitnotering: (Week: 39 t/m 44) 12-06-2010 t/m 17-07-2010 | Hitnotering: (Week 1 t/m 23) 28-02-2009 t/m 01-08-2009 Hitnotering: (Week 24) 15-08-2009 Hitnotering: (Week 25) 05-09-2009 / Hitnotering: (Week 26) 31-10-2009 Hitnotering: (Week 27 t/m 28) 16-01-2010 t/m 23-01-2010 Hitnotering: (Week 29 t/m 38) 20-03-2010 t/m 22-05-2010 Hitnotering: (Week: 39 t/m 44) 12-06-2010 t/m 17-07-2010 | Hitnotering: (Week 1 t/m 23) 28-02-2009 t/m 01-08-2009 Hitnotering: (Week 24) 15-08-2009 Hitnotering: (Week 25) 05-09-2009 / Hitnotering: (Week 26) 31-10-2009 Hitnotering: (Week 27 t/m 28) 16-01-2010 t/m 23-01-2010 Hitnotering: (Week 29 t/m 38) 20-03-2010 t/m 22-05-2010 Hitnotering: (Week: 39 t/m 44) 12-06-2010 t/m 17-07-2010 | Hitnotering: (Week 1 t/m 23) 28-02-2009 t/m 01-08-2009 Hitnotering: (Week 24) 15-08-2009 Hitnotering: (Week 25) 05-09-2009 / Hitnotering: (Week 26) 31-10-2009 Hitnotering: (Week 27 t/m 28) 16-01-2010 t/m 23-01-2010 Hitnotering: (Week 29 t/m 38) 20-03-2010 t/m 22-05-2010 Hitnotering: (Week: 39 t/m 44) 12-06-2010 t/m 17-07-2010 | Hitnotering: (Week 1 t/m 23) 28-02-2009 t/m 01-08-2009 Hitnotering: (Week 24) 15-08-2009 Hitnotering: (Week 25) 05-09-2009 / Hitnotering: (Week 26) 31-10-2009 Hitnotering: (Week 27 t/m 28) 16-01-2010 t/m 23-01-2010 Hitnotering: (Week 29 t/m 38) 20-03-2010 t/m 22-05-2010 Hitnotering: (Week: 39 t/m 44) 12-06-2010 t/m 17-07-2010 | Hitnotering: (Week 1 t/m 23) 28-02-2009 t/m 01-08-2009 Hitnotering: (Week 24) 15-08-2009 Hitnotering: (Week 25) 05-09-2009 / Hitnotering: (Week 26) 31-10-2009 Hitnotering: (Week 27 t/m 28) 16-01-2010 t/m 23-01-2010 Hitnotering: (Week 29 t/m 38) 20-03-2010 t/m 22-05-2010 Hitnotering: (Week: 39 t/m 44) 12-06-2010 t/m 17-07-2010 | Hitnotering: (Week 1 t/m 23) 28-02-2009 t/m 01-08-2009 Hitnotering: (Week 24) 15-08-2009 Hitnotering: (Week 25) 05-09-2009 / Hitnotering: (Week 26) 31-10-2009 Hitnotering: (Week 27 t/m 28) 16-01-2010 t/m 23-01-2010 Hitnotering: (Week 29 t/m 38) 20-03-2010 t/m 22-05-2010 Hitnotering: (Week: 39 t/m 44) 12-06-2010 t/m 17-07-2010 | Hitnotering: (Week 1 t/m 23) 28-02-2009 t/m 01-08-2009 Hitnotering: (Week 24) 15-08-2009 Hitnotering: (Week 25) 05-09-2009 / Hitnotering: (Week 26) 31-10-2009 Hitnotering: (Week 27 t/m 28) 16-01-2010 t/m 23-01-2010 Hitnotering: (Week 29 t/m 38) 20-03-2010 t/m 22-05-2010 Hitnotering: (Week: 39 t/m 44) 12-06-2010 t/m 17-07-2010 | Hitnotering: (Week 1 t/m 23) 28-02-2009 t/m 01-08-2009 Hitnotering: (Week 24) 15-08-2009 Hitnotering: (Week 25) 05-09-2009 / Hitnotering: (Week 26) 31-10-2009 Hitnotering: (Week 27 t/m 28) 16-01-2010 t/m 23-01-2010 Hitnotering: (Week 29 t/m 38) 20-03-2010 t/m 22-05-2010 Hitnotering: (Week: 39 t/m 44) 12-06-2010 t/m 17-07-2010 | Hitnotering: (Week 1 t/m 23) 28-02-2009 t/m 01-08-2009 Hitnotering: (Week 24) 15-08-2009 Hitnotering: (Week 25) 05-09-2009 / Hitnotering: (Week 26) 31-10-2009 Hitnotering: (Week 27 t/m 28) 16-01-2010 t/m 23-01-2010 Hitnotering: (Week 29 t/m 38) 20-03-2010 t/m 22-05-2010 Hitnotering: (Week: 39 t/m 44) 12-06-2010 t/m 17-07-2010 | Hitnotering: (Week 1 t/m 23) 28-02-2009 t/m 01-08-2009 Hitnotering: (Week 24) 15-08-2009 Hitnotering: (Week 25) 05-09-2009 / Hitnotering: (Week 26) 31-10-2009 Hitnotering: (Week 27 t/m 28) 16-01-2010 t/m 23-01-2010 Hitnotering: (Week 29 t/m 38) 20-03-2010 t/m 22-05-2010 Hitnotering: (Week: 39 t/m 44) 12-06-2010 t/m 17-07-2010 | Hitnotering: (Week 1 t/m 23) 28-02-2009 t/m 01-08-2009 Hitnotering: (Week 24) 15-08-2009 Hitnotering: (Week 25) 05-09-2009 / Hitnotering: (Week 26) 31-10-2009 Hitnotering: (Week 27 t/m 28) 16-01-2010 t/m 23-01-2010 Hitnotering: (Week 29 t/m 38) 20-03-2010 t/m 22-05-2010 Hitnotering: (Week: 39 t/m 44) 12-06-2010 t/m 17-07-2010 | Hitnotering: (Week 1 t/m 23) 28-02-2009 t/m 01-08-2009 Hitnotering: (Week 24) 15-08-2009 Hitnotering: (Week 25) 05-09-2009 / Hitnotering: (Week 26) 31-10-2009 Hitnotering: (Week 27 t/m 28) 16-01-2010 t/m 23-01-2010 Hitnotering: (Week 29 t/m 38) 20-03-2010 t/m 22-05-2010 Hitnotering: (Week: 39 t/m 44) 12-06-2010 t/m 17-07-2010 | Hitnotering: (Week 1 t/m 23) 28-02-2009 t/m 01-08-2009 Hitnotering: (Week 24) 15-08-2009 Hitnotering: (Week 25) 05-09-2009 / Hitnotering: (Week 26) 31-10-2009 Hitnotering: (Week 27 t/m 28) 16-01-2010 t/m 23-01-2010 Hitnotering: (Week 29 t/m 38) 20-03-2010 t/m 22-05-2010 Hitnotering: (Week: 39 t/m 44) 12-06-2010 t/m 17-07-2010 | Hitnotering: (Week 1 t/m 23) 28-02-2009 t/m 01-08-2009 Hitnotering: (Week 24) 15-08-2009 Hitnotering: (Week 25) 05-09-2009 / Hitnotering: (Week 26) 31-10-2009 Hitnotering: (Week 27 t/m 28) 16-01-2010 t/m 23-01-2010 Hitnotering: (Week 29 t/m 38) 20-03-2010 t/m 22-05-2010 Hitnotering: (Week: 39 t/m 44) 12-06-2010 t/m 17-07-2010 | Hitnotering: (Week 1 t/m 23) 28-02-2009 t/m 01-08-2009 Hitnotering: (Week 24) 15-08-2009 Hitnotering: (Week 25) 05-09-2009 / Hitnotering: (Week 26) 31-10-2009 Hitnotering: (Week 27 t/m 28) 16-01-2010 t/m 23-01-2010 Hitnotering: (Week 29 t/m 38) 20-03-2010 t/m 22-05-2010 Hitnotering: (Week: 39 t/m 44) 12-06-2010 t/m 17-07-2010 |
| Week | 01 | 02 | 03 | 04 | 05 | 06 | 07 | 08 | 09 | 10 | 11 | 12 | 13 | 14 | 15 | 16 | 17 |
| --- | --- | --- | --- | --- | --- | --- | --- | --- | --- | --- | --- | --- | --- | --- | --- | --- | --- |
| Nummer | 2 | 12 | 14 | 29 | 32 | 48 | 45 | 35 | 36 | 45 | 36 | 53 | 79 | 86 | 79 | 71 | 64 |
| Week | 18 | 19 | 20 | 21 | 22 | 23 | | 24 | | 25 | | 26 | | 27 | 28 | | 29 |
| Nummer | 78 | 71 | 66 | 76 | 91 | 84 | uit | 86 | uit | 73 | uit | 97 | uit | 43 | 32 | uit | 43 |
| Week | 30 | 31 | 32 | 33 | 34 | 35 | 36 | 37 | 38 | | 39 | 40 | 41 | 42 | 43 | 44 | |
| Nummer | 48 | 58 | 50 | 40 | 56 | 59 | 54 | 42 | 58 | uit | 45 | 39 | 43 | 36 | 55 | 18 | uit |